# Скуиня, Аусма
А́усма Ску́иня (латыш. Ausma Skujiņa; 18 июля 1931 — 13 августа 2015) — советский и латвийский архитектор, кавалер ордена Трёх Звёзд четвёртой степени.
Аусма Скуиня — одна из основателей объединения архитекторов «Māja» («Дом»). Приверженец «зелёной архитектуры».
Окончила Латвийский университет (1957). Работала архитектором в институтах «Центросоюзпроект», «Курортпроект», «Pilsētprojekts» (1968—1979), «Колхозпроект» (1979—1983) и в колхозе «Алаукстс» Цесисского района (1983—1990). С 1993 года вела частную практику в Риге. По проектам Скуини построены церкви в Вангажи, Айзпуте и Лиепае. Один из важнейших проектов — реставрация церкви в Вецпиебалге (1997). В 1999 году А. Скуине присуждена пожизненная стипендия государственного фонда культурного наследия Латвии.